# Infiniti QX

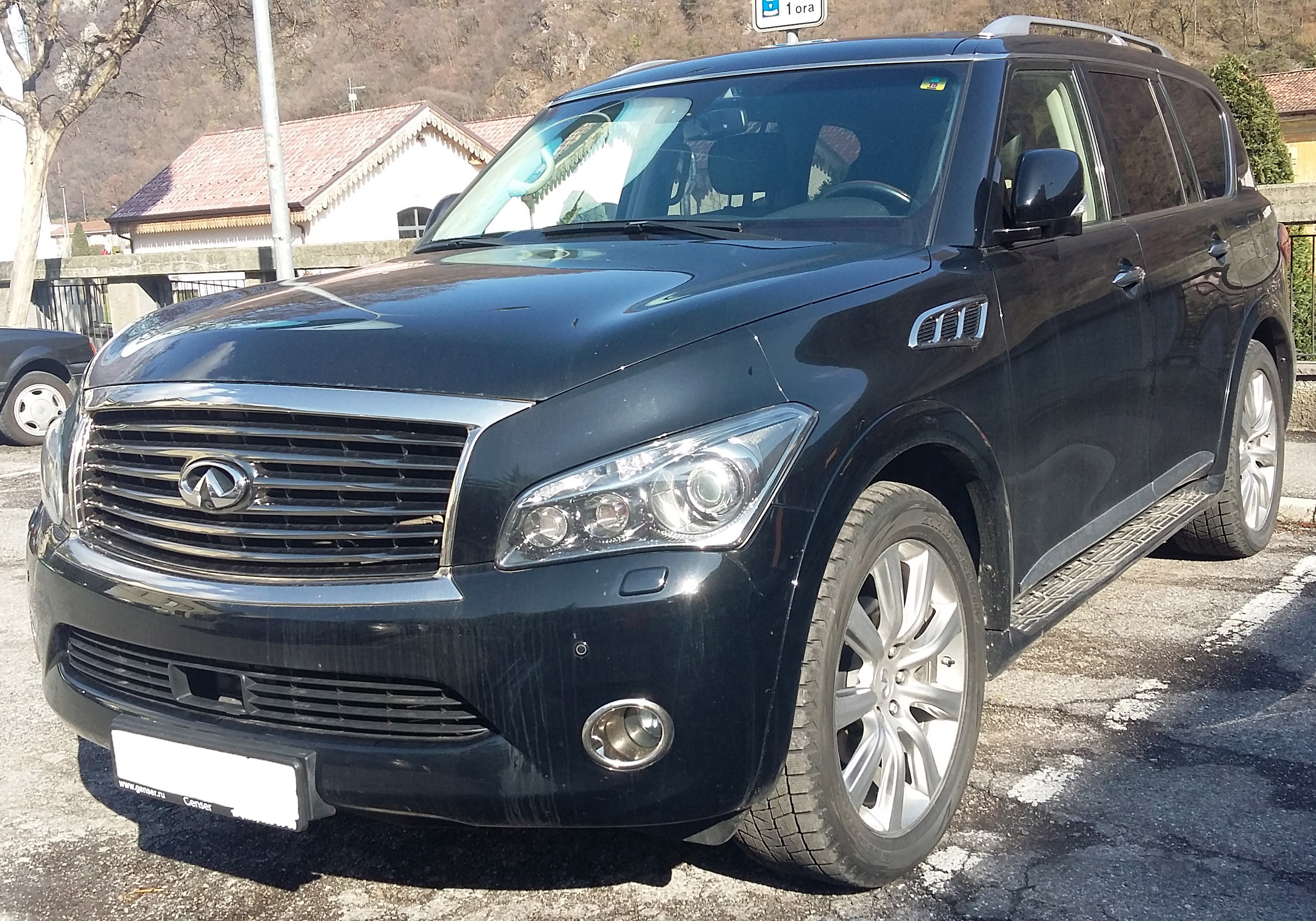
2010 Infiniti QX56

El Infiniti QX es un SUV de lujo de tamaño completo fabricado por la división Infiniti de Nissan. 
La primera generación recibió su inspiración de nombres de la terminología reconocida de los vehículos de cuatro ruedas motrices "4X4", con la adición de una "Q" al principio de sugerir que era un vehículo de lujo "4×4", tomado del Infiniti Q45. La primera generación también tuvo una versión japonesa, brevemente disponible, llamada Nissan Terrano Regulus. 
Las generaciones consecutivas son mucho más grandes y la convención de su nombre se adhiere a la tendencia actual de utilizar una designación numérica derivada de la cilindrada del motor.

## Around View
Un nuevo sistema de monitor Around View utiliza una cámara montada en una rejilla, proporcionando una visión delantera de 180 grados y otra cámara montada en el lugar del espejo el lado del pasajero que ayuda a los puntos ciegos laterales a bajas velocidades, como cuando se está aparcando o se conduce fuera de carretera.